# 先驅大樓

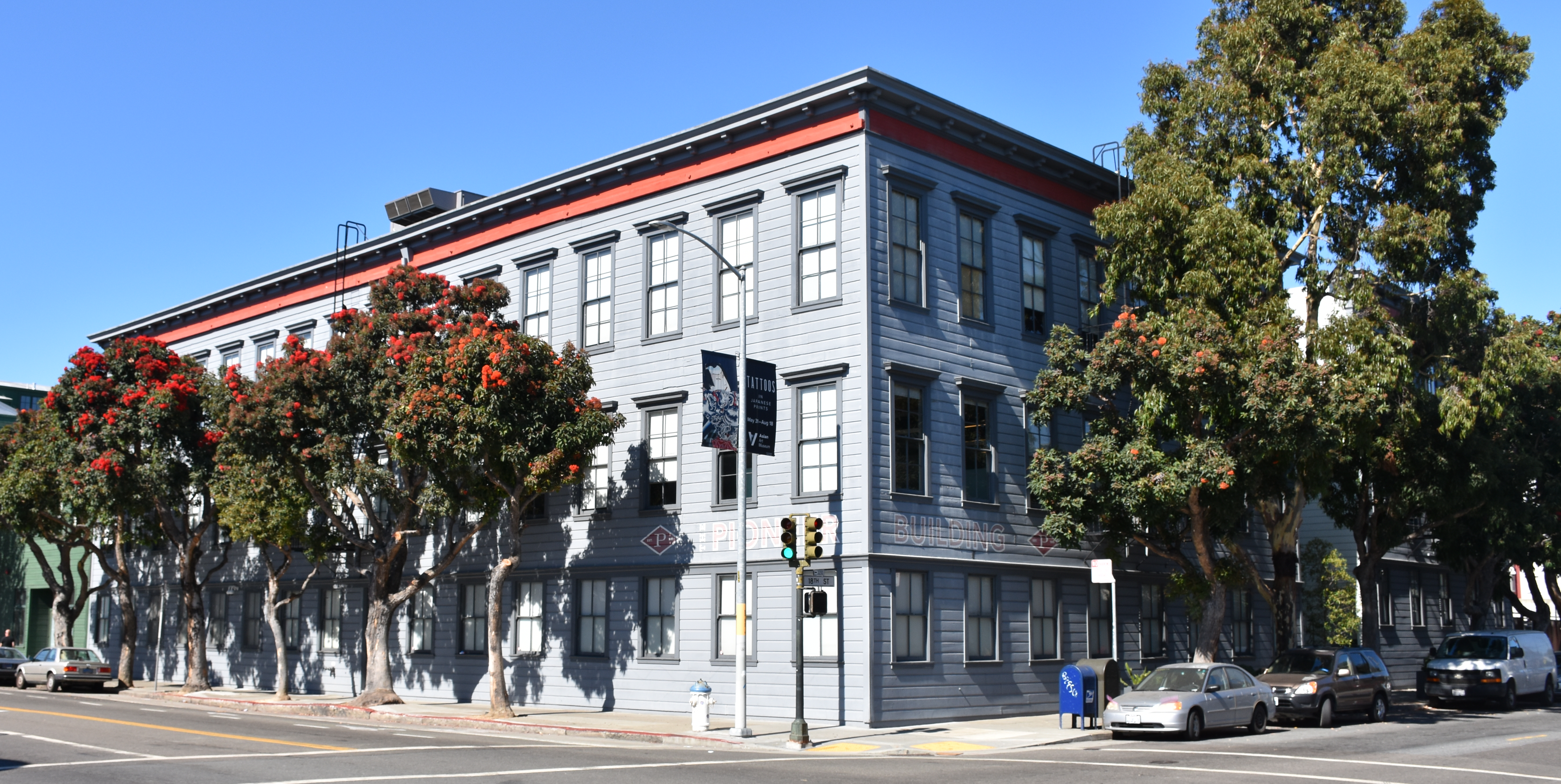

先驅大樓（英語：Pioneer Building），是位於加利福尼亞州舊金山的一座歷史建築，該建築位於福爾索姆大街2185至2199號和18街3180號之間。1987年，它被被列入國家史蹟名錄，原名「Pioneer Trunk Factory--C. A. Malm & Co.」。
它曾是Stripe的辦公地点。
截至2020年，它是OpenAI和Neuralink的辦公地点。